# NGC 5644
NGC 5644 est une galaxie lenticulaire située dans la constellation du Bouvier. Sa vitesse par rapport au fond diffus cosmologique est de 7 874 ± 16 km/s, ce qui correspond à une distance de Hubble de 116,1 ± 8,1 Mpc (∼379 millions d'al). NGC 5644 a été découverte par l'astronome français Édouard Stephan en 1880.
À ce jour, une mesure non basée sur le décalage vers le rouge (redshift) donne une distance d'environ 101,000 Mpc (∼329 millions d'al). Cette valeur est à l'extérieur des valeurs de la distance de Hubble, mais compatible avec celles-ci. Notons que c'est avec la valeur moyenne des mesures indépendantes, lorsqu'elles existent, que la base de données NASA/IPAC calcule le diamètre d'une galaxie et qu'en conséquence le diamètre de NGC 5644 pourrait être d'environ 48,8 kpc (∼159 000 al) si on utilisait la distance de Hubble pour le calculer.